# Stazione di Mondovì Breo
La stazione di Mondovì Breo era posta sulle linee Bastia Mondovì-Mondovì e Cuneo-Mondovì. Fu chiusa nel 1986.

## Interscambi
Da Breo i treni trovavano un tempo coincidenza con i servizi della tranvia Fossano-Mondovì-Villanova, raccordata con un binario a scartamento ridotto che si inoltrava nello scalo merci, con quelli della tranvia Mondovì-San Michele e con la funicolare Mondovì Breo-Mondovì Piazza.